# Большой Мый

Бассейн реки Весляна

Большой Мый — река в России, протекает в Гайнском районе Пермского края. Устье реки находится в 109 км по правому берегу реки Весляны. Длина реки составляет 30 км.

## Гидрография
Исток реки на Северных Увалах на крайнем западе Гайнского района, примерно в 2,6 км от границы с Республикой Коми. Исток расположен на водоразделе Волги и Северной Двины, рядом с истоком Большого Мыя протекает река Неа. В верховьях реки находится нежилой посёлок Висляны 2-е. Генеральное направление течения — северо-восток, всё течение проходит по ненаселённому лесу. Впадает в реку Весляна в 3,5 км к юго-востоку от деревни Усть-Чёрная (центр Усть-Черновского сельского поселения), примерно в 700 м выше места впадения реки Северный Мый.

## Притоки (км от устья)
- 1,3 км: река Дедовка (пр)
- 11 км: река Малый Мый (лв)

## Данные водного реестра
По данным государственного водного реестра России относится к Камскому бассейновому округу, водохозяйственный участок реки — Кама от истока до водомерного поста у села Бондюг, речной подбассейн реки — бассейны притоков Камы до впадения Белой. Речной бассейн реки — Кама.
По данным геоинформационной системы водохозяйственного районирования территории РФ, подготовленной Федеральным агентством водных ресурсов:
- Код водного объекта в государственном водном реестре — 10010100112111100001723
- Код по гидрологической изученности (ГИ) — 111100172
- Код бассейна — 10.01.01.001
- Номер тома по ГИ — 11
- Выпуск по ГИ — 1